# 신도촌 (니가타현)
신도촌(新道村)은 니가타현 나카쿠비키군에 존재했던 촌이다.

## 역사
- 1889년 4월 1일 - 정촌제 시행에 의해 인접한 촌들이 합쳐져 나카쿠비키군 신도촌이 성립하였다.
- 1954년 4월 1일 - 조에쓰시에 편입되어 소멸하였다.

## 참고문헌
- 『市町村名変遷辞典』東京堂出版、1990年。